# 藤原良縄
藤原 良縄（ふじわら の よしただ）は、平安時代初期から前期にかけての公卿。藤原北家、備前守・藤原大津の長男。官位は正四位下・参議。

## 経歴
仁明朝の承和4年（837年）内舎人に任官。中務省の啓令により皇太子・道康親王に仕えるが、親王の寵愛を受け、嘉祥3年（850年）道康親王が即位（文徳天皇）すると、蔵人に抜擢される。仁寿2年（852年）従五位下に叙せられ、翌仁寿3年（853年）には侍従兼蔵人頭に任ぜられる。
仁寿4年（854年）8月に皇太子・惟仁親王（のち清和天皇）の春宮亮を兼任する。まもなく備前守として赴任していた父・大津が病に倒れた事を聞き、良縄は父の許へ馳せ参じようとするが、天皇の許しを得られなかった。結局同年10月大津は死去し、良縄は官職を辞して出仕を止めてしまう。まもなく、出仕するよう詔勅があり、同年11月左兵衛権佐に任ぜられた。
再出仕後は斉衡2年（855年）従五位上、天安元年（857年）には正五位下次いで従四位下と急速に昇進し、蔵人頭・右大弁・左近衛中将・勘解由長官など要職を兼帯する。文徳天皇の信頼は非常に篤く、内外の多数の政務を委ねられこれを決したという。
天安2年（858年）文徳天皇の崩御後まもなく参議に任ぜられて公卿に列し、同年11月清和天皇の即位に伴い従四位上に昇叙される。清和朝初頭は議政官として、左右大弁に左近衛中将と引き続き文武の要職を兼帯するが、貞観5年（863年）に左大弁・左近衛中将の兼官を離れて、右衛門督に遷っている。
山城国葛野郡（現在の京都市西京区）の別荘に文徳天皇の供養のために造仏・写経を行って安置し、出家した母を住まわせていたが、貞観4年（862年）この別荘を道場とし真如院を建立している。毎年8月の文徳天皇の命日には法華経を講じる事を終生続けたという。
貞観10年（868年）2月18日卒去。享年55。最終官位は参議正四位下行右衛門督兼太皇大后宮大夫。

## 人物
姿格好がしとやかで優雅であり、立ち居振る舞いも細かいところにまで行き届いていた。性格も温厚で分を越えて飾り立てる事を好まなかった。孝行心が非常に篤い一方、朝廷に対しても真心を込めて誠実に仕え、時の人に忠孝が共に備わっている人格者であると称賛されたという。
朝廷に仕えては、機密を漏らす事が決してなく、諸司諸院の長官として公事を取り仕切る際、決して誤った振る舞いをする事がなかった。
父母への孝養については、任国で没した父の様子を聞いて血を吐いて失神した。また、母が病床に伏せた際には、寝食を忘れ付きっきりで看病をし、その死の際の哀号は儀礼に留まらず、ほとんど毀滅してしまいそうな程のものであったという話が伝わっている。

## 逸話
人相見であった興福寺の僧・円一が良縄の容貌を見て、必ず卿相に昇り天皇の寵愛は比類がないであろうと言ったが、のちに同志に対して、命のみ惜しむべきであると嘆息したという。
内舎人の官職にあった際、他の内舎人は名家の子弟という事で、度を過ぎて贅沢な上に、自由気ままに勝手な行動をしていたが、良縄を見ると皆が行動を改め法規を遵守するようになったという。他の内舎人はこの理由について、良縄が来たら我々を苦しめるので、いない時でも良縄の事を忘れる者はいない、と言ったという。
清和朝において左大弁・左近衛中将の官職にあった際、年長の大儒学者であった右大弁・南淵年名や左中弁・大江音人、あるいは少壮気鋭で才望が非常に高かった左近衛少将・藤原基経が共に四位の位階にあった事から、自らが上職として現在の官職に留まるべきではないとして、病気と称してしばしば職務を離れ、懇切に辞退して敢えて職務を務めなかった。しばらくして、良縄は右衛門督に転任し、南淵年名は左大弁に、大江音人は右大弁に、藤原基経は左近衛中将にそれぞれ昇進したという。

## 官歴
注記のないものは『六国史』による。
- 承和4年（837年） 2月1日：内舎人[3]
- 嘉祥3年（850年） 正月15日：左馬大允[3]。4月：蔵人[3]。4月1日：内蔵権助[3]
- 仁寿元年（851年） 7月2日：禁色
- 時期不詳：正六位上
- 仁寿2年（852年） 正月29日：従五位下
- 仁寿3年（853年） 4月10日：内蔵助。7月：蔵人頭[3]。7月1日：侍従、内蔵助如元
- 仁寿4年（854年） 正月16日：兼播磨介。8月28日：兼春宮亮（皇太子・惟仁親王）。11月：兼左兵衛権佐[3]。11月27日：兼播磨介
- 斉衡2年（855年） 正月7日：従五位上
- 斉衡3年（856年） 正月12日：右中弁。2月8日：内蔵頭
- 天安元年（857年） 正月7日：正五位下。正月14日：兼備前権守。正月19日：右近衛中将。4月9日：従四位下。4月19日：左近衛中将、右中弁春宮亮内蔵権頭備前権守如故。6月19日：右大弁。9月10日：勘解由長官、止内蔵権守
- 天安2年（858年） 正月16日：讃岐守。8月27日：装束司（文徳天皇崩御）。9月14日：参議、弁中将長官如元。11月7日：従四位上。11月25日：兼近江守
- 貞観元年（859年） 12月21日：兼備前守
- 貞観2年（860年） 11月16日：正四位下
- 貞観3年（861年） 正月13日：左大弁、左近衛中将備前守如故。
- 貞観5年（863年） 2月10日：兼右衛門督、止弁。3月：検非違使別当[3]
- 貞観6年（864年） 正月16日：兼讃岐守
- 貞観9年（867年） 2月29日：兼太皇太后宮大夫（太皇太后・藤原順子）
- 貞観10年（868年） 2月18日：卒去（参議正四位下行右衛門督兼太皇大后宮大夫）

## 系譜
『尊卑分脈』による。
- 父：藤原大津
- 母：紀南麻呂の娘
- 妻：橘田村子（橘入居の娘）[4]
- 生母不詳の子女
  - 男子：藤原邦直 - 因幡守従五位下
  - 男子：藤原邦香